# D·C·道格拉斯
D·C·道格拉斯（英語：D. C. Douglas；1966年2月2日—），是一名美國男配音員、電視演員、電影導演和編劇，因在電玩遊戲《惡靈古堡系列》中裡的亞伯·威斯卡角色配音而廣為人知，其他配音作品如《鐵拳6》、《空戰奇兵6 邁向解放的戰火際》、《質量效應2》、《異度神劍X》、《魔物獵人 世界》及《噬血代碼》等。

## 早期生活
道格拉斯出生於柏克萊，父親是一名推銷員，母親是一位藝術家和作家，而他的祖父喬伊·米勒（Joe Miller）和祖母葛瑞絲·海瑟薇（Grace Hathaway）都是歌舞雜耍表演者。

## 演出作品
※粗體字表示說明飾演的主要角色。

### 外語動畫配音
- ONE PIECE（X·多雷古）
- ONE PIECE STAMPEDE（X·多雷古）
- 刀劍神域外傳 Gun Gale Online（旁白）
- 通靈王 (2021年版)（梅宮龍之介）

### 遊戲
- 惡靈古堡 保護傘編年史（亞伯·威斯卡）
- 惡靈古堡5（亞伯·威斯卡）
- 漫威對卡普空3：兩個世界的命運（亞伯·威斯卡）
- 鐵拳6（雷文）
- 惡靈古堡 傭兵 3D（亞伯·威斯卡）
- 惡靈古堡 啟示2（亞伯·威斯卡）
- 惡靈古堡0 HD（亞伯·威斯卡）
- 鐵拳7（雷文）
- TEPPEN（亞伯·威斯卡）
- 鐵拳8（雷文）

## 外部連結
- D·C·道格拉斯在互联网电影资料库（IMDb）上的資料（英文）
- D·C·道格拉斯的Instagram帳戶
- D·C·道格拉斯的官網